# 丸山一茂
丸山 一茂（まるやま かずしげ、1938年2月20日 - ）は、日本の化学者。大阪工業大学工学部応用化学科元助教授・工学博士、桜花会第6代会長。
専門は、合成化学・錯体化学、油化学、高分子化学。

## 略歴
大阪工業大学工学部応用化学科卒業。同大学工学部応用化学科助手、講師となり、1997年工学博士（大阪工業大学）。同学科助教授などを経て、2001年大阪工業大学退官。大阪工業大学工学部応用化学科にて30年以上の長きに渡り教鞭を執り、同学科同窓会である「桜花会」第6代会長を務めた。
主な所属学会は、日本化学会、高分子学会、有機合成化学協会、日本油化学会。

## 主な研究
- ペンタエリトリトール誘導体のポリ（塩化ビニル）への添加効果[4]
- 各種飽和脂肪酸グリセリドの薄層クロマトグラフィー
- モノオレオイルグリセリン合成反応と反応生成物
- コバルトシッフ塩基錯体による酵素類似触媒作用の新展開
- オキシゲナーゼモデル錯体の作用機構と機能開発[5]
- 塩基触媒によるエポキシ-p-キノ－ル類のFavorskii転移反応
- ニトロソベンゼン類のTBHP酸化 - 京都工芸繊維大学との共同研究